# Leuctra boreoni
Leuctra boreoni is een steenvlieg uit de familie naaldsteenvliegen (Leuctridae). De wetenschappelijke naam van de soort is voor het eerst geldig gepubliceerd in 1962 door Aubert.